# Łączna (Kłodzko)
Łączna (deutsch Wiesau, vorher Wiese) ist ein Ort in der Landgemeinde Kłodzko im Powiat Kłodzki der Woiwodschaft Niederschlesien in Polen. Es liegt sechs Kilometer nordwestlich von Kłodzko (Glatz).

## Geographie
Łączna liegt an der Straßenverbindung von Bierkowice (Birgwitz) nach Wojbórz (Gabersdorf). Es wurde als Waldhufendorf angelegt und erstreckt sich über eine Länge von drei Kilometern. Nachbarorte sind Wojbórz im Nordosten, Młynów (Mühldorf) im Südosten, Ścinawica (Steinwitz) und Gołogłowy (Hollenau) im Süden, Bierkowice im Südwesten und Święcko (Schwenz) im Westen. In dem Gebiet befinden sich bemerkenswerte geologische Strukturen.

## Geschichte

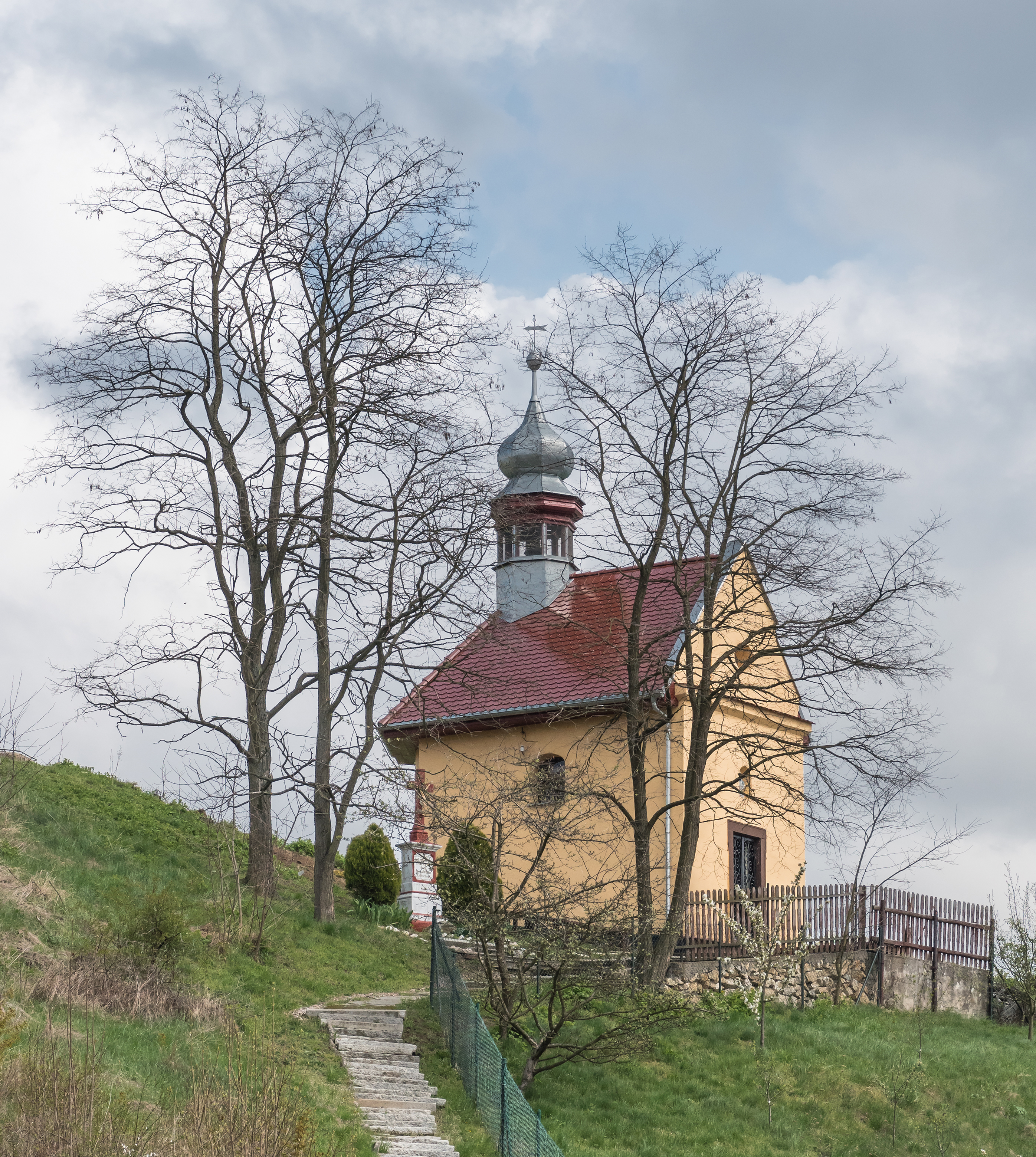
St.-Anna-Kapelle

Wiesau wurde erstmals 1330 als „Wiese“ erwähnt. Weitere Schreibweisen waren Weze, Wezen und tschechisch Věžné, lateinisch Pratum. Es war nach Gabersdorf eingepfarrt und gehörte zum Glatzer Land, mit dem es die Geschichte seiner politischen und kirchlichen Zugehörigkeit von Anfang an teilte. Es bestand zunächst aus den Anteilen Nieder- und Oberhof sowie dem Freirichtergut.
Der Oberhof war ein Rittersitz, der seit ältesten Zeiten im Besitz der Familie von Wiese war. Paul von Wiese verkaufte 1619 den Oberhof dem Friedrich von Zischwitz (Tschischwitz) auf Gabersdorf. Nach ihm wurde der Oberhof auch als Zischwitzhof bezeichnet. Da Friedrich von Zischwitz am böhmischen Ständeaufstand von 1618 beteiligt war, wurde sein Gut konfisziert und anstelle einer Schuldforderung des Erzherzogs Karl an die Stadt Neisse übertragen. Sie erwarb ein Jahr später auch den Niederhof.
Der Niederhof war ein Rittersitz, der zum Teil ein Lehen und zum anderen Teil erblicher Besitz war. Erster bekannter Besitzer war 1384 Hanko von Knoblauchsdorf, und für 1391 ist Niclas Wiese von Knoblauchsdorf nachgewiesen. Für 1413 ist der Glatzer Landrichter Niclas von Wiese als Erbherr des Niederhofs verzeichnet, für 1470 Hans von Zischwitz. 1532 eignete diesen Anteil Balthasar von Wiese, dem 1533 der Lehnsinhaber der Grafschaft Glatz, Hans Graf zu Hardeck, die Güter in Wiesau bestätigte. Nach dem Tode Balthasar von Wieses 1560 erbte sein Sohn Hans von Wiese den Niederhof. Er war mit Rosina von Dohna aus Niedersteine verheiratet. Deren gleichnamiger Sohn (verheiratet mit Elisabeth von Pannwitz aus Albendorf) besaß den Niederhof 1597. Nach dessen Tod 1612 erbte das Gut sein Sohn Wilhelm, der mit Katharina von Walditz verheiratet war. Nach deren Tod ehelichte er Anna von Haugwitz, Witwe des Jonas von Zischwitz auf Krainsdorf. 1615 verkaufte er den Niederhof an Georg von Haugwitz, dem bereits das Gut Birgwitz gehörte und der mit Rosina von Wiese verheiratet war. Ab dieser Zeit wurde der Niederhof auch als der Haugwitzhof bezeichnet. Da Georg von Haugwitz 1618 am böhmischen Ständeaufstand beteiligt war, wurde sein Gut 1625 konfisziert und er selbst zu einer zehnjährigen Gefängnisstrafe verurteilt. Den Niederhof erwarb 1626 die Stadt Neisse, die bereits seit 1625 den Oberhof besaß.
1651 verkaufte die Stadt Neisse beide Güter dem Glatzer Landschreiber Anton Maximilian von Kunitz. Auf dessen Bitte hin wandelte König Ferdinand IV. am 3. September 1652 die bisherigen Wiesauer Lehensanteile zu einem Erbgut um. Am 22. April 1663 erwarb Anton Maximilian von Kunitz von Caspar Völkel das Freirichtergut, so dass das gesamte Dorf in seinem Besitz war. Nach seinem Tod 1664 erbten Wiesau dessen Söhne Johann Ernst und Johann Ferdinand von Kunitz. 1670 verkaufte der jüngere Johann Ferdinand seinen Anteil dem älteren Bruder Johann Ernst. Dieser war Landschreiber der Grafschaft Glatz und heiratete 1670 Maria Elisabeth von Haugwitz aus Raudnitz. 1884 erwarb Johann Ernst das Jagdrecht und das Obergericht über das ganze Dorf Wiesau. Nach seinem Tod 1707 erbte Wiesau dessen Sohn Johann Leopold, von dem es 1731 an den gleichnamigen Sohn überging. Dieser trat 1733 in den Orden der Kreuzherren vom Hl. Grab in Neisse ein und verkaufte ein Jahr später das Dorf Wiesau mit allen Rechten dem Franz Anton von Götzen, der es mit seiner Herrschaft Gabersdorf verband. Nach dessen Tod 1738 gingen die Besitzungen an seinen unmündigen Sohn Johann Joseph von Götzen.
Nach dem Ersten Schlesischen Krieg 1742 und endgültig mit dem Hubertusburger Frieden 1763 kam Wiesau zusammen mit der Grafschaft Glatz an Preußen. Nach dem Tod des Johann Joseph von Götzen, der keine leiblichen Erben hinterließ, fielen dessen Besitzungen zunächst an seine drei Schwestern und 1780 an den Neffen Anton Alexander von Magnis auf Eckersdorf.
Im Jahre 1799 wurden 303 Einwohner gezählt. Für die Zeit um 1800 sind nachgewiesen: zwei Vorwerke, eine Kapelle, eine Mehlmühle, sechs Bauern, elf Frei- und 21 Robotgärtner sowie 15 Häusler.
Nach der Neugliederung Preußens gehörte Wiesau ab 1815 zur Provinz Schlesien und war ab 1816 dem Landkreis Glatz eingegliedert, mit dem es bis 1945 verbunden blieb. Als Folge des Zweiten Weltkriegs fiel es 1945 wie fast ganz Schlesien an Polen und wurde in Łączna umbenannt. Die deutsche Bevölkerung wurde 1946 Flucht und – soweit sie nicht vorher geflohen war – vertrieben. Die neu angesiedelten Bewohner waren teilweise Zwangsumgesiedelte aus Ostpolen, das an die Sowjetunion gefallen war. 1975–1998 gehörte Łączna zur Woiwodschaft Wałbrzych (Waldenburg).

### Freirichtergut
Das Freirichtergut war zunächst ebenfalls im Besitz der Familie von Wiese und gelangte 1526 über Hans von Zischwitz an die Stadt Glatz. 1617 bestätigte Kaiser Matthias als König von Böhmen der Stadt Glatz das Obergericht über ihre Untertanen in Wiesau. Nachdem die Stadt Glatz infolge des Dreißigjährigen Krieges verschuldet war, verkaufte sie das Richtergut in Wiese mitsamt dem Kretscham dem Caspar Völkel. Die zum Richtergut gehörigen Untertanen verkaufte sie an die Stadt Neisse, die um diese Zeit sowohl den Ober- als auch den Niederhof besaß. 1663 verkaufte Caspar Völkel das Richtergut und den Kretscham dem Anton Maximilian von Kunitz, so dass ab diesem Zeitpunkt alle Anteile des Dorfes Wiesau zu einer Erbherrschaft vereint waren.

## Sehenswürdigkeiten
- Auf einer Anhöhe nördlich des Ortes steht die St.-Anna-Kapelle mit einem Dachreitertürmchen. Sie wurde 1755 von der Dorfbewohnerin Elisabeth Stiller gestiftet und mit Erlaubnis des Prager erzbischöflichen Konsistoriums eingeweiht. 1791 wurde ein Kreuzweg eingerichtet.